# 二ケイ化モリブデン
二ケイ化モリブデン（MoSi2）は、金属間化合物であり、モリブデンのケイ化物であり、発熱体で主に使用される耐火セラミックである。密度は中程度であり、融点は2030 °Cであり、導電性がある。高温では、二酸化ケイ素の不動態層を形成し、さらに酸化するのを防いでいる。熱安定性と高い放射率により、WSi2とともに大気圏突入用の熱シールドの高放射率コーティングとしての用途が魅力的である。MoSi2は、灰色で金属に似た材料であり、正方晶の結晶構造(alpha-modification)を有する。beta-modificationは六方晶であり、不安定である。ほとんどの酸に溶けないが、硝酸とフッ化水素酸には溶ける。
1000 °Cを超える温度では耐酸化性に優れ、ヤング率が高くなるが、低温では脆くなる。また、1200 °C以上では耐クリープ性が失われる。これらの性質は構造材料としての使用を限定するが、複合材料として他の材料と一緒に使用することで相殺されることがある。
二ケイ化モリブデンとそれをベースにした材料は、通常、焼結により作られる。プラズマ溶射はその高密度のモノリシック及び複合体の製造に使用され、この方法で作られた材料は急速に冷却されるため、一定の割合のβ-MoSi2を含む可能性がある。
二ケイ化モリブデン発熱体は、ガラス、鋼、電子機器、セラミックの製造、及び材料の熱処理における実験室及び製造環境で使用される電気炉で1800 °Cまでの温度で使用できる。発熱体は脆いが、経年劣化することなく高出力で動作でき、電気抵抗率は動作時間とともに増えることはない。パッシベーション層の破壊により、酸素含有量の少ない雰囲気では、それらの最高動作温度を下げる必要がある。
発熱体に使用される他のセラミック材料は、例えば炭化ケイ素、チタン酸バリウム、チタン酸鉛の複合材料がある。
接触材料としてマイクロエレクトロニクスにおいて使用される。ポリシリコン線の導電率を高め、信号速度を上げるための分流器としてしばしば使用される。